# 朽木露琪亞
朽木露琪亚（日语：／ Kuchiki Rukia */?）是日本漫畫《BLEACH》及其衍生作品中的准主人公。在故事中，朽木露琪亚的职业是一个死神，负责引导及净化“虚”、使之回到尸魂界。在故事的开端，在她发现主角黑崎一护可以看见灵体不久后，遇到“虚”的袭击而被迫将力量转移给黑崎一护，让他代替自己履行死神的职责。露琪亚在《BLEACH》的原作漫画及衍生作品中登场，包括改编动画、4部剧场版（动画电影）、2部OVA、2部特别篇以及多部游戏。
朽木露琪亚是久保带人在《BLEACH》系列中创造的第一个角色，她的设定（包括死霸装和斩魂刀等）直接影响了后来的其他死神的角色设定。她的性格一般被认为是积极的，雖然貴為四大貴族的千金，卻依然保有謙虛的心。在她与其他角色的互动中，她和典型少年漫画中的一般类型的女性角色差异使得她广受读者欢迎。此外，在《周刊少年Jump》对《BLEACH》各角色进行的人气调查中，她往往能高居第二位（第一名一般为黑崎一护）；并且她也一直在《周刊少年Jump》对各漫画女性角色人气调查中居于前位。而一些以露琪亚为主题的周边商品也逐渐推出，包括毛绒公仔和微型雕像。

## 创作与构思
在创作《BLEACH》的初期，在第一个角色的构思上，作者久保带人便想创造一个穿着和服的死神角色，这在后来形成了其他死神设定的其中一个基础。在确立死神必须使用刀剑的设定前，久保原来的设想是让其他角色使用槍械，而让露琪亚使用镰刀作為戰鬥工具。然而，在加入死神須穿着和服的设定后，久保感觉设定和原定的大綱产生了冲突，正如他后来说的：這樣子看露琪亚似乎并不像一个主角，所以在後來讓露琪亞和其他角色都使用刀劍作為武器，並且创造了黑崎一护这个角色作为该系列的主角。在黑崎一护最初的人设中，他和露琪亚一样是黑色的头发，因为原计划改变，久保不得不更改他的髮色（更換為橙色）和部分外观以体现他和露琪亚的不同。
在朽木露琪亚的姓名的考虑上，久保选择了“朽木”作为她的姓，他在后来解释说因為朽木这个姓“看上去就像‘死神’”，他想让她的名字聽起來就像是死神应该拥有的名字。另外在對朽木家族姓氏的斟酌中，他最初考虑到（意为腐烂），因为他觉得这个词汇和死神的一般印象很贴切，不过最终他选择改为“朽木”作为露琪亚家族的姓氏。他在后来说，“朽木”是他曾经在日本的某个电视节目中无意听到的一个姓氏，他十分喜欢这个名字，于是就在自己的作品中的第一个角色上使用了这个姓。而其名则是取自一种生于南美洲的大波斯菊秋英屬。久保听说该花的拉丁读音类似“Rukia”，觉得这个名字正好适合她，又因为“Rukia”本身有光明的含义，十分映衬黑崎一护的绰号“草莓”，故决定了露琪亚的姓名。《周刊少年Jump》编辑部曾在一次对久保带人的访谈中，询问他是否有计划让黑崎一护和朽木露琪亚成为一对夫妇。但久保对此问题既不证实也不否认。在设计完成了露琪亚的斩魄刀后，久保表示他十分喜欢这副斩魄刀的设计，并称这是《BLEACH》系列中最美丽的斩魄刀。久保设定“袖白雪”主要以冰为能力，它的招式名称全都是以“舞”为前缀。后来在斬魄刀異聞篇中，将“袖白雪”实体化成为一个类似于雪女的人物（园崎未惠配音）。

## 登场表現

### 原作漫画
故事开始的百餘年前，朽木露琪亞還在襁褓中時，與姊姊朽木緋真在現世中死後來到屍魂界。虽然绯真很想照顾露琪亚，但是她由于连自己的安危都不能保证。于是露琪亚就被丟在流魂街第七十八區「戌吊」。露琪亚在成长的过程中，结识了阿散井恋次，并与之成为了最好的朋友。之后恋次和露琪亚为了追求更好的生活，一同进入真央灵术院就读，并在前往真央灵术院的途中结识吉良井鹤。在真央灵术院就读的时期，她被尸魂界四大贵族之一朽木家收养。而朽木绯真在一年前已经死亡。在她死前，她跟朽木白哉说希望朽木白哉收留露琪亚为他的义妹。朽木白哉答应了绯真的请求。而此时露琪亚还不知道这件事情。之后露琪亚加入了护廷十三队的十三番队，被当时的十三番队副队长志波海燕器重并加以训练。而露琪亚也十分敬爱他。在一次消灭虚的行动中，杀死与虚同化的海燕，虽然海燕断气前感谢她的作为，但还是很自责并在心中留下阴影。
故事开端，朽木露琪亚在追捕“虚”期间遇上黑崎一護，被虚所伤，于是将大半力量传给了一护，以击败敌人和保护自己和他人的安危由于来到现世后无处可去，加上一护不希望露琪亚被他的家人发现，故选择睡在一护房间的衣橱里。后来她从浦原喜助手中取得“义骸”，以转学生的身份转进一护的班级，并且在空座町继续生活了三个月，和一护四处面对虚、解放游魂。一开始的露琪亚经常用悟魂手甲帮助一护灵魂出窍，经过茶渡泰虎与柴田勇一的事件后，为了让一护能够及时化为代理死神进行战斗，她还特地从浦原手中取得义魂丸“魂”交给一护，使得一护在露琪亚不在身边时也能自行灵魂出窍。一护和露琪亚的关系十分独特，在某日陪一護去祭拜他去世的母親時，本想問清楚一護為何看的到虛與靈體一事而脫口問其母親死因是否由虛造成時，卻看見了一護至今仍將母親的死歸咎於自己而一直壓抑痛苦的一面因此暗自自責，接著兩人遇到當初殺死一護母親的虛，應一護要求並沒有出手協助，只在一旁叫一護要為自己活下去，遂後阻止成功擊退了虛但不顧自身重傷也想追上去的一護，任其昏倒在懷裡並感謝他能好好活下來，也向一護坦白自己會等到他願意說出他心中瘡疤的那一天。而由于她在现世逗留过久，尸魂界久久没有她的讯息，所以派出朽木白哉和阿散井恋次到空座町来寻找她带回尸魂界。二人将露琪亚带回尸魂界后，鉴于露琪亚将死神的力量非法传给了人类，露琪亚被尸魂界最高司法组织——中央四十六室判处以死刑。在等待受刑日的期間被關進懺罪宮，內心想起自己與他人的往事，尤其是與海燕的過往，以及自責自己扭曲了一護的生活，自認自己罪有應得，再來看到白哉對於即將受刑的自己毫無動搖而逐漸放棄求生，最後在刑前請求總隊長讓所有前來拯救自己的人平安重返現世後並向所有人道謝地等待死亡。尔后黑崎一护赶来阻止行刑，將她抱起站在被摧毀的處刑台上時，感動得流下眼淚，隨後便被戀次帶離處刑現場。

露琪亚发动“袖白雪”的技能“初舞·月白”。

也因為一護的出現，讓露琪亞免以死刑並獲得平反，因為時任護廷十三隊五番隊隊長蓝染惣右介向眾人透露，這一切皆是為了奪取浦原喜助於露琪亚因为丧失力量而暂居现世的期间，植入其靈魂中的崩玉所策畫出來的計劃。因此，蓝染在杀死中央四十六室全体人员后发出伪命判处露琪亚死刑，欲想在处死露琪亚后获得崩玉。在从露琪亚身上夺取崩玉后，蓝染和其部下一同逃离了尸魂界。
在此之後，環繞露琪亞性命受極刑威脅的屍魂界篇，至此告一段落。事後露琪亞終於提起勇氣去志波家向海燕的弟妹空鶴與岩鷲請罪道歉，最終因對方早就知道事情原委，表示只要一聽到露琪亞一聲道歉，就願意將往事一筆勾銷，選擇原諒。遂與追來的一護表示自己想繼續留在尸魂界，決定也受到一護尊重，最後在一護等人離開之際向其道謝，結果反讓一護感謝露琪亞，表示因為她的出現，自己心中的雨終於停了。
蓝染在夺走崩玉后，到达虚圈建立破面，并在黑崎一护回到现世后袭击他和他的朋友们，而在此时朽木露琪亚也和一队年轻死神代表尸魂界，来到现世调查破面袭击现世一事。期間，露琪亞於時任十刃第六刃葛力姆喬·賈卡傑克率領從屬官襲擊空座町的夜晚擊敗破面迪羅伊·林克，卻被葛力姆喬重創成傷。透過井上织姬的口述，獲知浦原喜助不讓她參與戰鬥的決策後，露琪亞毫不猶豫地答應協助織姬進行修練，並且在葛力姆喬第二次重傷一護的時候，現身介入該場對決替一護解危，卻亦因此險些被葛力姆喬用虛閃重創頭部，千鈞一髮之際，假面軍勢首領平子真子現身替兩者解危。而在井上织姬被抓走后，露琪亚一行人也回到尸魂界。
织姬被掳走后，露琪亚和一护等人一同前往救援。在面对第九刃亚罗尼洛·艾鲁鲁耶里时，露琪亚一度因为亚罗尼洛利用志波海燕的面容现身而受到迷惑，但她仍旧查觉到不对劲，之后用鬼道破解了他的伪装并且展开激战。但是在知道了亚罗尼洛的这个姿态是吞噬了志波海燕的灵体而变成的之后，她丧失了战斗意志并被长枪贯穿以至重伤，在意识矇眬中露琪亚却想起了海燕生前遗下“将心托付给同伴”的话语因而摆脱迷惘，最后杀死了亚罗尼洛。露琪亚在此次战斗中受到重伤，更被後來抵達現場第七刃佐馬利控制砍傷前來療傷的四番隊第七席山田花太郎，后由白哉擊敗佐馬利而順利脫險，由医疗救护队副队长虎彻勇音為其療傷。随后露琪亚、戀次、茶渡泰虎抵達虛夜宮底層對抗解放為零刃的十刃牙密·里亞爾戈，仍不敵對方的攻勢而受了傷，但由於白哉和更木劍八趕來現場聯手擊敗牙密而化險為夷。空座町大战结束一个月后，露琪亚与井上织姬、石田雨龙、茶渡泰虎探视刚脱离昏睡状态的一护，但一护因为逐渐丧失灵压的缘故，使得露琪亚在一护眼里的影像，变成逐渐消失的模样。露琪亚安慰一护，即使一护无法看见她，她仍然能看见一护，并要求一护别露出寂寞的模样。
空座町大战落幕後，露琪亞正式升遷為護廷十三隊十三番隊副隊長，她不僅和其餘護廷十三隊成員及其他死神參與製作協助一護恢復死神力量的靈刀的計劃，跟著一隊死神們抵達現世討伐由前任代理死神銀城空吾領導的完現術者組織「XCUTION」，還在一護被銀城奪去完現術力量的時候，將該把靈刀刺向一護的胸膛，使後者順利地恢復死神力量。然而，露琪亞於對抗XCUTION成員毒峰莉露卡的期間，不慎遭對方使用能力「成癮之擊」入侵體內而不支倒地，後由於莉露卡領悟到一護才是真正解救銀城的對象，始解除能力離開露琪亞的身體，更不惜挺身為一護擋下月島的攻擊，由銀城等人策劃的奪取一護完現術者力量的事件，亦至此告一段落。
完現術者事件落幕未幾，由滅卻師始祖友哈巴赫領導的「無形帝國」開始對屍魂界展開侵略行動，造成為數眾多的死神於瀞靈廷守衛戰中陣亡，露琪亞、戀次、白哉雖然於該場戰鬥中幸運地存活下來，但由於傷勢遠超乎醫護班所能應對的能力範疇，被零番隊成員帶往靈王宮進行治療並進行連串修練，從而領悟了斬魄刀的真正能力。之後，露琪亞偕同戀次及白哉返回瀞靈廷再度迎戰無形帝國旗下成員，施展卍解擊敗星十字騎士團成員「F」艾斯·諾特，並且於友哈巴赫帶領親衛隊攻佔靈王宮後，透過浦原喜助的協助和諸位死神前往靈王宮。當露琪亞、戀次、白哉、冬獅郎對抗星十字騎士團成員「M」傑拉德·瓦爾基里的期間，白哉命令戀次和露琪亞去支援一護對抗友哈巴赫，卻在抵達現場時，看見被友哈巴赫擊潰並失去所有滅卻師和虛力量的一護和昏倒在地的織姬。甦醒的織姬透過完現術者月島秀九郎的協助，幫助一護修復被友哈巴赫斬斷「未來」的天鎖斬月，一護則在前往追擊友哈巴赫的時候，先後透過藍染和雨龍的協助擊敗友哈巴赫。
無形帝國戰役落幕後的十年間，露琪亞和戀次結婚，育有一女阿散井莓花（已成為死神見習）。結局時已將頭髮蓄長至及胸長度，接替在該場戰役犧牲的直屬上司浮竹十四郎，成為繼任十三番隊隊長。最終夫妻倆和女兒前往一護家裡作客小聚，另外雙方的孩子以此契機首度相會。最後出現一護與露琪亞兩人互動畫面來貫穿「勇氣」二字和雙方的孩子見面作為結局。
獄頤鳴鳴篇中，露琪亞和戀次因為護廷十三隊陸續為前任總隊長山本元柳齋重國、前任四番隊長卯之花烈舉行魂葬禮祭，藉此邀請機緣邀請一護出席前任十三番隊長浮竹十四郎的魂葬禮祭儀式，但在眾隊長進行儀式期間，總隊長京樂春水道出死神們舉行魂葬禮祭，實為讓實力過於強大的往生死神們靈魂墜入地獄的舉動，現世也因為遭地獄竄出的惡靈襲擊和被轉化成地獄獄卒的破面NO.8薩爾阿波羅現身攪局，一時陷入混亂。薩爾阿波羅當面嘲諷死神們舉行魂葬禮祭實為讓往生的死神們靈魂墜入地獄、其靈壓造成地獄失去制衡，被浮竹從地獄使用「雙魚理」貫穿身軀後返回地獄，令目擊此事的眾人為之驚愕。

### 衍生作品

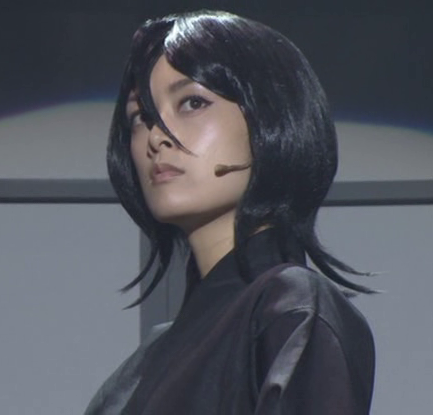
佐藤美貴于2011年出演朽木露琪亚的真人角色。

朽木露琪亚在《BLEACH》的原作漫画、改编动画作为主角之一登场。她同时出现在至今为止所有的動畫電影系列中，其中作为主角出现则为《別處的記憶》和《鑽石星塵的反叛 另一個冰輪丸》。露琪亚在第三部剧场版《呼喚你的名字》中，被神秘的势力绑架并洗脑，被称为“暗黑露琪亚”。在第四部剧场版《地獄篇》中，露琪亚帮助黑崎一护进入地狱深处以救出黑崎一护的妹妹黑崎遊子。她也在《BLEACH》动画的OVA中出现，比如在第一部OVA《雨中的回忆》中帮助一护和在第二部OVA《被封印的狂乱之剑》中缉拿叛离的死神。在衍生的舞台剧中，她由佐藤美貴出演。在由原作改编的电子游戏系列中，朽木露琪亚作为可选角色出现在每一款游戏，其中以《灵魂升温》系列和《战士之刃》系列为突出。在一些单一的游戏作品中，她在现世的形态和在尸魂界的形态是分为两个不同的独立角色的。在《灵魂升温6》和《灵魂升温7》中，玩家可选择暗黑露琪亞进行游戏。

## 社會反響

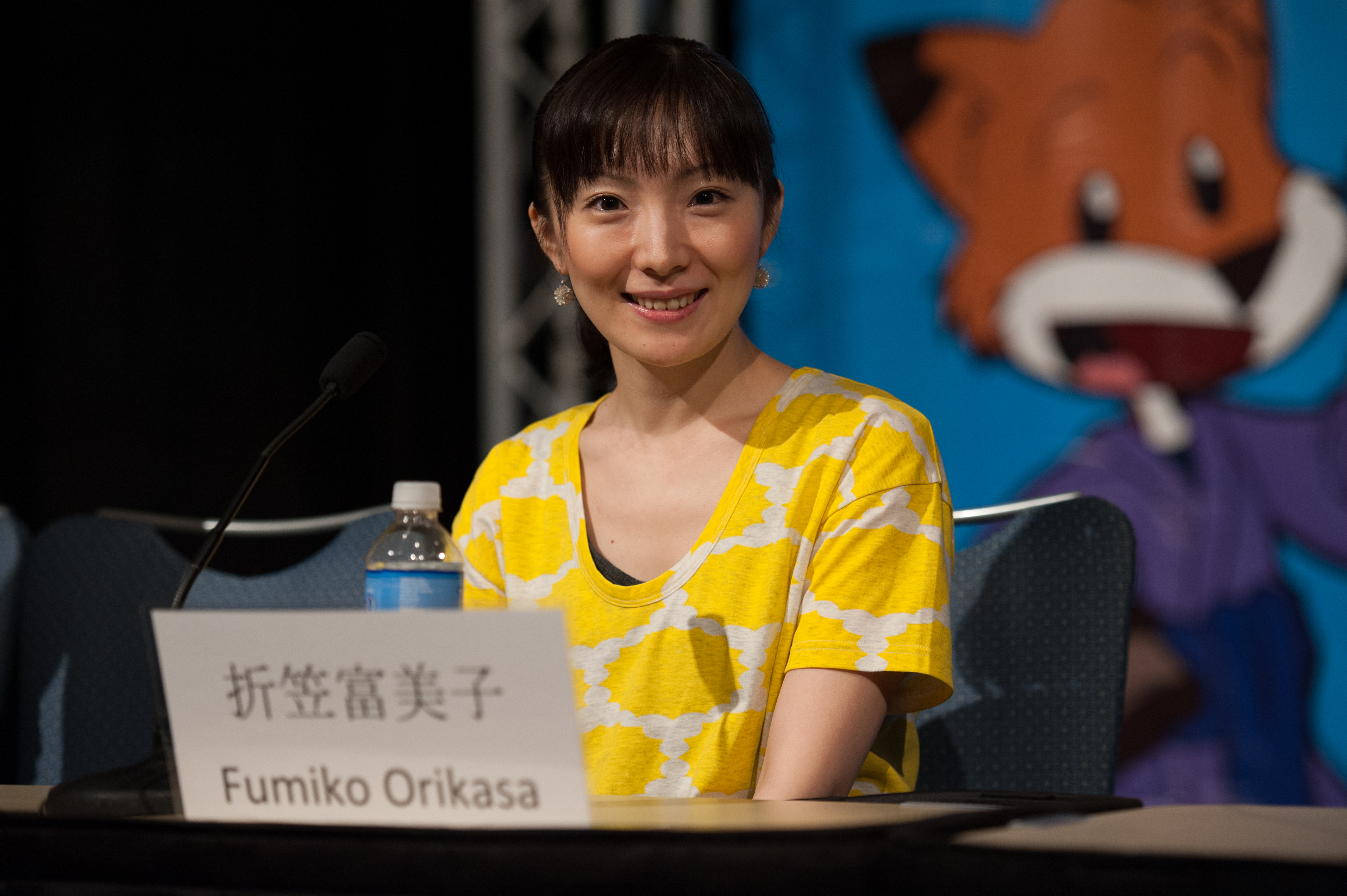
折笠富美子在《BLEACH》的动画中担当朽木露琪亚的声优。

朽木露琪亚在读者中的人气很高。在《周刊少年Jump》先后进行过的四项人气调查中，她都名列最受欢迎角色的前五。在对《BLEACH》角色人气的调查中，她常常仅次于黑崎一护，居于第二位。在最近一次的调查中，她则被日番谷冬獅郎取代，退居第三名。2008年初，她被选为《BLEACH》第二受欢迎的角色，以383票的差距落后于第一名的日番谷冬獅郎。她的专属斩魂刀“袖白雪”则在斩魄刀人气投票中排名第二。2009年，朽木露琪亚在日本音乐经销商愛貝克思集團做的题为“我最想作为我的新娘的角色”的调查中位居第4位。在一本日本杂志《Newtype》做的一项民意调查中，露琪亚被评为最受欢迎的女性动画角色之一。她也在由《Animage》举办的“Anime Grand Prix”的评选“最受欢迎的女性动画角色”的榜單中上榜过两次。在日本電信電話对客户进行的一次问卷中，客户们评选朽木露琪亚为“自己最喜欢的黑发女性动画角色”的第8位。
以露琪亚为主题的周边商品的种类十分多，其中包括钥匙链、毛绒玩具娃娃和塑像。作为为朽木露琪亚在动画中配音的声优折笠富美子表示她十分喜欢露琪亚在与破面作战中的成长，并认为她是一个英雄式的人物。然而，她亦谈到当看到朽木露琪亚被幻化成志波海燕的亚罗尼洛·艾鲁鲁耶利一度逼至绝境时，她心中的那股难过之情。而为露琪亚配上英语对话的英语配音员米歇尔·拉夫则称她发现露琪亚是一个“幸存者”（survivor），认为她最初是一个很孤独的人，通过在故事情节中不断的发展从而逐渐开朗，变得开始接受他人。拉夫称她十分喜欢露琪亚在作战中的冷静沉着。而她也指出，在为不同状况下的露琪亚配音对她来说是一件十分有挑战的事情。在2009年，拉夫因为为露琪亚配音从而获得当年日本動畫振興協會所颁发的“最佳配音员 （英语）”奖项。露琪亚也因为在剧场版动画《別處的記憶》中的剧情表现而获得了“最佳女性角色”奖项。
许多介绍ACG产业的出版物和媒体对露琪亚的性格予以了褒扬抑或批判的评价。而尽管评论家克里斯·贝弗里奇（Chris Beveridge）指出朽木露琪亚在诸多虛構角色中仍然只能算是一种“典型式”角色，但他也对作者对她和其他角色例如黑崎一护进行互动的描写表示讚賞。动画新闻网的评论人梅丽莎·哈珀（Melissa Harper）则赞誉露琪亚与其它少年漫画中刻板的女主人公之间的区别，认为露琪亚失去她的力量和随后她对黑崎一护的依赖是“是剧中戏剧性和喜剧性的主要来源”。然而尽管拉夫出色的工作令人赞扬，但由于相关翻譯人員做的英语翻译做得不能完全表达原本意思，露琪亚作为一个女学生在她出场的剧情中的一些幽默成分被迫删减。卡洛斯·亚历山大（Carlos Alexandre）在网站撰文，认为她“相对于衬托黑崎一护的登场來說，她更像是他的形象的另一面。”此外亚历山大认为她的言行也让她在下令的时候获得了部下的尊重。IGN称露琪亚在被迫离开黑崎一护回到尸魂界时的那段情节是“令人感动”的，而露琪亚这个角色也在人间界的短暂时光中获得了成长。然而，动画新闻网的评论员塞隆·马丁（Theron Martin）则批评露琪亚在随后尸魂界拯救篇中的表现。他认为她在该系列的前期剧情中表现很强势，但在随后剧情中的表现却缺乏生气，从而让人感到“失望气恼”。